# Youri Baas
Youri Baas (* 17. März 2003 in Oostvoorne) ist ein niederländischer Fußballspieler, der aktuell bei Ajax Amsterdam unter Vertrag steht.

## Karriere

### Verein
Baas begann seine fußballerische Karriere bei der OVV Oostvoorne und wechselte 2012 zu Excelsior Rotterdam, wo er sechs Jahre aktiv war. Anschließend wechselte er in die Jugendakademie von Ajax Amsterdam. 2018/19 stand er die ersten Male für die U17 auf dem Platz. Auch 2019/20 spielte er hauptsächlich für die B-Junioren, kam aber schon zu einem Spiel für die A-Junioren. 2020/21 schwankte er dann zwischen U18 und U19, kam für beiden zusammen fünfmal zum Einsatz. Nachdem er am 11. Dezember 2020 (16. Spieltag) gegen die BV De Graafschap für Jong Ajax debütierte, unterzeichnete er im Januar dort einen Vertrag und kam anschließend immer öfters zum Einsatz. Am 13. September (5. Spieltag, nachgeholt) schoss er gegen NAC Breda, bei einem 6:3-Sieg, sein erstes Tor im Profibereich.

### Nationalmannschaft
Baas kam bislang für diverse Juniorennationalmannschaften der Niederlande zum Einsatz, spielte jedoch noch nie ein großes Turnier.